# H1821+643
H1821+643 es un cuásar ubicado en la constelación de Draco. Está situado en un masivo grupo de flujo de enfriamiento. Los astrónomos lo identificaron en el año 2014 como el agujero negro más masivo con una masa medida con precisión, con una masa de 30 mil millones de M☉. Existen varios agujeros negros más masivos, pero con estimaciones de masa menos precisas. El Radio de Schwarzschild que posee es de unos 172 terámetros (1.150 UA), que es aproximadamente 14,5 veces el diámetro de la órbita de Plutón.